# Шпонка (деталь машин)
Шпо́нка (от пол. szponka , через нем. Spon, Span — щепка, клин, подкладка) — деталь машин и механизмов продолговатой формы, вставляемая в паз соединяемых деталей шпоночного соединения для передачи крутящего момента или фиксации определенного взаимного положения при сборке (если крутящий момент передается другим способом). По форме шпонки разделяются на клиновые, призматические, сегментные, тангенциальные и цилиндрические. Изготавливаются из различных сталей и сплавов.
Призматические шпонки имеют прямоугольное сечение, противоположные грани у них параллельны. Работают эти шпонки боковыми сторонами. Они изготавливаются в двух исполнениях: с закругленными и плоскими торцами. Соединение шпонки с валом неподвижное напряженное. В паз втулки (ступицы) шпонка входит с зазором.
Сегментные шпонки, подобно призматическим, работают боковыми гранями. При необходимости по длине вала могут устанавливаться две, а иногда и три шпонки. К преимуществам сегментных шпонок относятся простота изготовления как самих шпонок, так и пазов под них, к недостаткам — необходимость изготовления глубоких пазов в валах, что снижает прочность последних.
Расчет шпонок производится на срез и на смятие по специальным формулам.
Стандарты для призматических шпонок — ГОСТ 23360, DIN 6885, ANSI B17.1; для сегментных шпонок — ГОСТ 24071, ISO 3912, DIN 6888.
В подвесных лодочных моторах шпонка устанавливается в место соединения гребного винта с валом и одновременно служит предохранителем механики мотора — в случае попадания винта на препятствие и его резкой остановки шпонка обламывается и винт освобождается от соединения с трансмиссией мотора.